# Tatyana Zhuk
Tatyana Alekseyevna Zhuk (em russo:  Татьяна Алексеевна Жук; 1 de janeiro de 1946 – 21 de março de 2011) é uma ex-patinadora artística russa, que competiu em provas de duplas representando a União Soviética. Ela conquistou uma medalha de prata olímpica em 1968 ao lado de Alexander Gorelik, e quatro medalhas em campeonatos mundiais, sendo uma de bronze com Alexander Gavrilov, e duas de prata e uma de bronze com Alexander Gorelik.

## Principais resultados

### Duplas

#### Com Alexander Gorelik
| Resultados                                            | Resultados        | Resultados       | Resultados       | Resultados    | Resultados    | Resultados    | Resultados    | Resultados    | Resultados    | Resultados    | Resultados    | Resultados    |
| Internacional                                         | Internacional     | Internacional    | Internacional    | Internacional | Internacional | Internacional | Internacional | Internacional | Internacional | Internacional | Internacional | Internacional |
| Evento/Temporada                                      | 1964– 1965        | 1965– 1966       |                  | 1967– 1968    |               |               |               |               |               |               |               |               |
| ----------------------------------------------------- | ----------------- | ---------------- | ---------------- | ------------- | ------------- | ------------- | ------------- | ------------- | ------------- | ------------- | ------------- | ------------- |
| Jogos Olímpicos                                       |                   |                  | Medalha de prata |               |               |               |               |               |               |               |               |               |
| Campeonato Mundial                                    | Medalha de bronze | Medalha de prata | Medalha de prata |               |               |               |               |               |               |               |               |               |
| Campeonato Europeu                                    | Medalha de bronze | Medalha de prata |                  |               |               |               |               |               |               |               |               |               |
| Nacional                                              |                   |                  |                  |               |               |               |               |               |               |               |               |               |
| Campeonato Soviético                                  |                   | Medalha de prata |                  |               |               |               |               |               |               |               |               |               |
|                                                       |                   |                  |                  |               |               |               |               |               |               |               |               |               |
| Legenda: Competição não foi disputada nesta temporada |                   |                  |                  |               |               |               |               |               |               |               |               |               |

#### Com Alexander Gavrilov
| Resultados                                            | Resultados      | Resultados        | Resultados       | Resultados        | Resultados        | Resultados    | Resultados    | Resultados    | Resultados    | Resultados    | Resultados    | Resultados    |
| Internacional                                         | Internacional   | Internacional     | Internacional    | Internacional     | Internacional     | Internacional | Internacional | Internacional | Internacional | Internacional | Internacional | Internacional |
| Evento/Temporada                                      | 1959– 1960      | 1960– 1961        | 1961– 1962       | 1962– 1963        | 1963– 1964        |               |               |               |               |               |               |               |
| ----------------------------------------------------- | --------------- | ----------------- | ---------------- | ----------------- | ----------------- | ------------- | ------------- | ------------- | ------------- | ------------- | ------------- | ------------- |
| Jogos Olímpicos                                       |                 |                   |                  |                   | 4.ª               |               |               |               |               |               |               |               |
| Campeonato Mundial                                    |                 |                   |                  | Medalha de bronze | 6.ª               |               |               |               |               |               |               |               |
| Campeonato Europeu                                    | 10.ª            |                   |                  | Medalha de bronze | Medalha de bronze |               |               |               |               |               |               |               |
| Nacional                                              |                 |                   |                  |                   |                   |               |               |               |               |               |               |               |
| Campeonato Soviético                                  | Medalha de ouro | Medalha de bronze | Medalha de prata | Medalha de prata  |                   |               |               |               |               |               |               |               |
|                                                       |                 |                   |                  |                   |                   |               |               |               |               |               |               |               |
| Legenda: Competição não foi disputada nesta temporada |                 |                   |                  |                   |                   |               |               |               |               |               |               |               |

### Individual feminino
| Campeonato Soviético | Medalha de prata |